# Schlieren
Schlieren é uma comuna da Suíça, no Cantão Zurique, com cerca de 13.252 habitantes. Estende-se por uma área de 6,58 km², de densidade populacional de 2.014 hab/km². Confina com as seguintes comunas: Dietikon, Oberengstringen, Uitikon, Unterengstringen, Urdorf, Zurique (Zürich).
A língua oficial nesta comuna é o Alemão.

## Schlieren (técnica de visualização em aerodinâmica)
Schlieren é o nome de técnica de visualização de escoamentos complexos (subsônicos, sônicos e supersônicos) utilizada em túneis de vento e tamques de fluidos (água, ar) especialmente desenhados. A técnica esta associada às descobertas de Foucault em óptica de superfícies de espelhos côncavos utilizada na configuração das superfícies de espelhos de telescópios (astronomia).